# FC Pipinsried
Der FC Pipinsried 1967 ist ein deutscher Sportverein aus dem oberbayerischen Pfarrdorf Pipinsried im Landkreis Dachau, das zum Markt Altomünster gehört. Neben der erfolgreichen Fußballabteilung bietet der Verein auch die Sportarten Stockschießen, Tennis und Damengymnastik an.

## Geschichte
Der FC Pipinsried wurde 1967 gegründet. Nach Jahren in den unteren Ligen des Fußballkreises Aichach begann Ende der 1970er Jahre unter Präsident Konrad Höß der kontinuierliche Aufstieg. 1989 stieg der Verein erstmals in die Landesliga auf. Nach dem ersten Abstieg 1993 gelang 1999 die Rückkehr in die damals fünftklassige, ab 2012 nur noch sechstklassige Landesliga. Dieser Spielklasse gehörte der kleine Verein dann 14 Jahre ununterbrochen an. In den Jahren in der Landesliga spielte Pipinsried unter anderem gegen den späteren Zweitligisten Wacker Burghausen, aber auch gegen ehemalige überregional erfolgreiche Vereine wie den FC Wacker München, den MTV Ingolstadt oder den TSV Schwaben Augsburg. 2013 sicherte sich der Verein unter Spielertrainer Tobias Strobl (früher beim FC Ingolstadt 04 aktiv) die Meisterschaft und den erstmaligen Aufstieg in die Bayernliga, nach der Ligenreform 2012 nur noch fünfthöchste deutsche Spielklasse.
In der Bayernliga Süd etablierte sich der Verein als Aufsteiger sofort im oberen Tabellendrittel und erhielt als Dritter der Saison 2013/14 sogar die Chance, weiter in die Regionalliga Bayern aufzusteigen. In den Aufstiegsspielen zur Regionalliga unterlag die von Tobias Strobl trainierte Mannschaft jedoch dem TSV 1860 Rosenheim nach einem 2:2 im Hinspiel auswärts im Rückspiel mit 0:1. In der Saison 2014/15 nahm Pipinsried nach dem Verzicht des SV Pullach erneut als Tabellendritter an der Relegation zur Regionalliga Bayern teil und scheiterte in der ersten Runde am Regionalliga-16., dem VfR Garching. In der Saison 2016/17 stieg man erstmals in die Regionalliga auf. Der FC Pipinsried besiegte in der Relegation die zweite Mannschaft der SpVgg Greuther Fürth nach einem 1:1 im Heimspiel auswärts durch ein 3:2 nach Verlängerung. Nach zwei Jahren in der höchsten Amateurliga Bayerns musste Pipinsried wieder den Gang in die fünftklassige Bayernliga antreten. Zur Saison 2021/22 spielt der FC Pipinsried wieder in der Regionalliga Bayern. Wiederum nach zwei Jahren stieg man 2023 als Tabellenletzter ab.

## Stadion
Der FC Pipinsried trägt seine Heimspiele in der Hazrolli-Arena aus, die am nordwestlichen Ortsrand liegt und etwa 2500 Zuschauern Platz bietet. An der Südseite des Spielfeldes befindet sich eine überdachte Sitztribüne, der Rest ist ebenerdig ausgebaut.
Im Stadion trug der damalige Zweitligist TSV 1860 München im August 2010 vor 1500 Zuschauern ein Freundschaftsspiel gegen den FC Pipinsried aus (Endstand 6:0 für die Münchner Löwen). Außerdem war bereits dreimal der ehemalige Bundesligist SpVgg Unterhaching zu Gast. Während die drittklassigen Unterhachinger bei einem Testspiel im Juli 2007 mit 7:0 siegten, verlor der Gastgeber aus Pipinsried das Pflichtspiel im Bayerischen Toto-Pokal im Oktober 2012 nur knapp mit 1:2. Im April 2014 spielte der FCP im Achtelfinale des Toto-Pokals erneut gegen Unterhaching und verlor mit 0:4. Im Viertelfinale des Toto-Pokals 2023/24 war erneut der TSV 1860 München, diesmal als Drittligist, zu Gast. Das Spiel im November 2023 konnte der FC Pipinsried mit 1:0 gewinnen und zog somit erstmals in das Halbfinale ein.

## Trivia
Obwohl das Dorf Pipinsried weniger als 600 Einwohner hat – das ist nur etwas mehr als ein Prozent der Einwohnerzahl der Großen Kreisstadt Dachau – ist der FCP seit Jahrzehnten der erfolgreichste Fußballverein des Landkreises. Außerdem gehört der FCP seit seiner Gründung dem Fußballverband des Regierungsbezirks Schwaben an, wenngleich die ehemalige Gemeinde Pipinsried auch schon vor der Gebietsreform in den 1970er Jahren zu Oberbayern gehörte.

## Bekannte Spieler und Trainer
- Erkan Atilgan, spielte zuvor für Konyaspor in der türkischen Süper Lig
- Christoph Burkhard, zuvor Profi bei TSV 1860 München und Wacker Burghausen
- Peter Guinari, Fußballnationalspieler der Zentralafrikanischen Republik und erster Nationalspieler überhaupt des FC Pipinsried
- Denny Herzig, früher Profi u. a. bei Wacker Burghausen, Rot-Weiss Essen, Dynamo Dresden
- Fabian Hürzeler, Spielertrainer von 2016 bis 2020, anschließend Trainer im Profibereich bei FC St. Pauli und Brighton & Hove Albion
- Ömer Kanca, zuvor Profi bei der SpVgg Unterhaching, 2015/16 kurzzeitig Spielertrainer in Pipinsried.
- Marco Küntzel, Spielertrainer in Pipinsried, zuvor für Borussia Mönchengladbach, Arminia Bielefeld und Energie Cottbus in der Fußball-Bundesliga aktiv
- Sebastian Mitterhuber, zuvor Profi in der 3. Liga
- Fabian Müller, absolvierte 209 Zweitligaspiele für Erzgebirge Aue, 1. FC Kaiserslautern und Dynamo Dresden[3]
- Ruben Popa, zuvor Profi bei SSV Jahn Regensburg
- Kasim Rabihic lief von 2017 bis 2019 für den FCP auf, später Profi in der 3. Liga
- Serge Yohoua, spielte für den FC Rot-Weiß Erfurt in der 3. Liga